# 2002-es rövid pályás úszó-világbajnokság
A 2002-es rövid pályás úszó-világbajnokságot április 3. és április 7. között rendezték Moszkvában. A vb-n 40 versenyszámban avattak világbajnokot.

## Éremtáblázat
| Hely. | Nemzet                  | Arany | Ezüst | Bronz | Összesen |
| 1.    | Ausztrália              | 10    | 7     | 1     | 18       |
| 2.    | Egyesült Államok        | 8     | 9     | 9     | 26       |
| 3.    | Svédország              | 7     | 2     | 1     | 10       |
| 4.    | Ukrajna                 | 5     | 0     | 2     | 7        |
| 5.    | Kína                    | 3     | 4     | 5     | 12       |
| 6.    | Szlovákia               | 2     | 1     | 0     | 3        |
| 7.    | Egyesült Királyság      | 1     | 2     | 3     | 6        |
| 8.    | Szlovénia               | 1     | 2     | 1     | 4        |
| 9.    | Finnország              | 1     | 1     | 2     | 4        |
| 10.   | Argentína               | 1     | 1     | 1     | 3        |
| 10.   | Kanada                  | 1     | 1     | 1     | 3        |
| 12.   | Oroszország             | 0     | 2     | 5     | 7        |
| 13.   | Csehország              | 0     | 2     | 0     | 2        |
| 13.   | Japán                   | 0     | 2     | 0     | 2        |
| 15.   | Brazília                | 0     | 1     | 1     | 2        |
| 16.   | Dél-afrikai Köztársaság | 0     | 1     | 0     | 1        |
| 16.   | Horvátország            | 0     | 1     | 0     | 1        |
| 16.   | Portugália              | 0     | 1     | 0     | 1        |
| 19.   | Dánia                   | 0     | 0     | 2     | 2        |
| 20.   | Algéria                 | 0     | 0     | 1     | 1        |
| 20.   | Ausztria                | 0     | 0     | 1     | 1        |
| 20.   | Izrael                  | 0     | 0     | 1     | 1        |
| 20.   | Németország             | 0     | 0     | 1     | 1        |
| 20.   | Olaszország             | 0     | 0     | 1     | 1        |
| 20.   | Románia                 | 0     | 0     | 1     | 1        |
| 20.   | Svájc                   | 0     | 0     | 1     | 1        |
|       |                         |       |       |       |          |
|       | Összesen                | 40    | 40    | 41    | 121      |

## Eredmények
- WR = világrekord (World Record)
- CR = világbajnoki rekord (világbajnokságokon elért eddigi legjobb eredmény) (Championship Record)

### Férfi
| Versenyszám               | Arany                                                                             | Arany      | Ezüst                                                                        | Ezüst    | Bronz | Bronz    |
| ------------------------- | --------------------------------------------------------------------------------- | ---------- | ---------------------------------------------------------------------------- | -------- | --- | -------- |
| 50 m-es gyorsúszás        | José Meolans · Argentína                                                          | 21,36 CR   | Mark Foster · Egyesült Királyság                                             | 21,44    | Oleksandr Volynets · Ukrajna · Alekszandr Popov · Oroszország                                                                | 21,55    |
| 100 m-es gyorsúszás       | Ashley Callus · Ausztrália                                                        | 46,99      | José Meolans · Argentína                                                     | 47,09    | Salim Iles · Algéria | 47,66    |
| 200 m-es gyorsúszás       | Klete Keller · Egyesült Államok                                                   | 1:44,36    | Gustavo Borges · Brazília                                                    | 1:45,67  | Mark Johnston · Kanada | 1:45,88  |
| 400 m-es gyorsúszás       | Grant Hackett · Ausztrália                                                        | 3:38,29    | Květoslav Svoboda · Csehország                                               | 3:41,97  | Chad Carvin · Egyesült Államok                                                                                               | 3:43,55  |
| 1500 m-es gyorsúszás      | Grant Hackett · Ausztrália                                                        | 14:33,94   | Chris Thompson · Egyesült Államok                                            | 14:39,43 | Christian Minotti · Olaszország                                                                                              | 14:45,94 |
|                           |                                                                                   |            |                                                                              |          | |          |
| 50 m-es hátúszás          | Matt Welsh · Ausztrália                                                           | 23,66      | Peter Marshall · Egyesült Államok                                            | 24,04    | Toni Helbig · Németország | 24,17    |
| 100 m-es hátúszás         | Matt Welsh · Ausztrália                                                           | 51,26      | Aaron Peirsol · Egyesült Államok                                             | 51,71    | Peter Marshall · Egyesült Államok                                                                                            | 51,84    |
| 200 m-es hátúszás         | Aaron Peirsol · Egyesült Államok                                                  | 1:51,17 WR | Marko Strahija · HRV                                                         | 1:53,08  | Blaž Medvešek · Szlovénia | 1:53,66  |
|                           |                                                                                   |            |                                                                              |          | |          |
| 50 m-es mellúszás         | Oleg Lisogor · Ukrajna                                                            | 26,42      | José Couto · Portugália                                                      | 27,22    | Eduardo Fischer · Brazília                                                                                                   | 27,26    |
| 100 m-es mellúszás        | Oleg Lisogor · Ukrajna                                                            | 58,33 CR   | Kitadzsima Kószuke · Japán                                                   | 59,10    | Jarno Pihlava · Finnország                                                                                                   | 59,22    |
| 200 m-es mellúszás        | Jim Piper · Ausztrália                                                            | 2:07,16 CR | David Denniston · Egyesült Államok                                           | 2:07,42  | Jarno Pihlava · Finnország                                                                                                   | 2:07,61  |
|                           |                                                                                   |            |                                                                              |          | |          |
| 50 m-es pillangóúszás     | Geoff Huegill · Ausztrália                                                        | 22,89 CR   | Adam Pine · Ausztrália                                                       | 23,29    | Mark Foster · Egyesült Királyság                                                                                             | 23,36    |
| 100 m-es pillangóúszás    | Geoff Huegill · Ausztrália                                                        | 50,95      | Adam Pine · Ausztrália                                                       | 51,27    | Igor Marchenko · Oroszország                                                                                                 | 51,41    |
| 200 m-es pillangóúszás    | James Hickman · Egyesült Királyság                                                | 1:53,14    | Justin Norris · Ausztrália                                                   | 1:54,07  | Ioan Gherghel · Románia | 1:54,16  |
|                           |                                                                                   |            |                                                                              |          | |          |
| 100 m-es vegyes úszás     | Peter Mankoč · Szlovénia                                                          | 52,90      | Jani Sievinen · Finnország                                                   | 53,78    | Jakob Andersen · Dánia | 54,31    |
| 200 m-es vegyes úszás     | Jani Sievinen · Finnország                                                        | 1:55,45 CR | Peter Mankoč · Szlovénia                                                     | 1:56,13  | Tom Wilkens · Egyesült Államok                                                                                               | 1:57,34  |
| 400 m-es vegyes úszás     | Tom Wilkens · Egyesült Államok                                                    | 4:04,82 CR | Brian Johns · Kanada                                                         | 4:06,85  | Jacob Carstensen · Dánia | 4:08,92  |
|                           |                                                                                   |            |                                                                              |          | |          |
| 4 × 100 m-es gyorsváltó   | Egyesült Államok · Scott Tucker · Peter Marshall · Jason Lezak · Klete Keller     | 3:10,64    | Svédország · Eric Lafleur · Stefan Nystrand · Lars Frölander · Mathias Ohlin | 3:11,14  | Oroszország · Leonid Khokhlov · Alekszandr Popov · Denis Pimankov · Andrey Kapralov · Dmitriy Chernichev* · Dmitriy Talepov* | 3:11,24  |
| 4 × 200 m-es gyorsváltó   | Ausztrália · Todd Pearson · Ray Hass · Leon Dunne · Grant Hackett                 | 7:00,36 CR | Oroszország · Denis Rodkin · Yuri Prilukov · Ilya Nikitin · Andrey Kapralov  | 7:05,36  | Egyesült Államok · Chad Carvin · Erik Vendt · Scott Tucker · Klete Keller                                                    | 7:08,73  |
| 4 × 100 m-es vegyes váltó | Egyesült Államok · Aaron Peirsol · David Denniston · Peter Marshall · Jason Lezak | 3:29,00 WR | Ausztrália · Geoff Huegill · Jim Piper · Adam Pine · Ashley Callus           | 3:29,35  | Oroszország · Evgueni Alechine · Dmitri Komornikov · Igor Marchenko · Denis Pimankov                                         | 3:30,21  |

### Női
| Versenyszám               | Arany                                                                                       | Arany      | Ezüst                                                                               | Ezüst   | Bronz                                                               | Bronz   |
| ------------------------- | ------------------------------------------------------------------------------------------- | ---------- | ----------------------------------------------------------------------------------- | ------- | ------------------------------------------------------------------- | ------- |
| 50 m-es gyorsúszás        | Therese Alshammar · Svédország                                                              | 24,16      | Alison Sheppard · Egyesült Királyság                                                | 24,28   | Tammie Stone · Egyesült Államok                                     | 24,65   |
| 100 m-es gyorsúszás       | Therese Alshammar · Svédország                                                              | 52,89      | Martina Moravcová · Szlovákia                                                       | 52,96   | Xu Yanvei · Kína                                                    | 53,35   |
| 200 m-es gyorsúszás       | Lindsay Benko · Egyesült Államok                                                            | 1:54,04 WR | Yang Yu · Kína                                                                      | 1:55,34 | Xu Yanvei · Kína                                                    | 1:55,63 |
| 400 m-es gyorsúszás       | Jana Klocskova · Ukrajna                                                                    | 4:01,26    | Chen Hua · Kína                                                                     | 4:03,81 | Rachel Komisarz · Egyesült Államok                                  | 4:06,30 |
| 800 m-es gyorsúszás       | Chen Hua · Kína                                                                             | 8:16,34 CR | Irina Ufimtseva · Oroszország                                                       | 8:21,91 | Flavia Rigamonti · Svájc                                            | 8:23,38 |
|                           |                                                                                             |            |                                                                                     |         |                                                                     |         |
| 50 m-es hátúszás          | Jennifer Carroll · Kanada                                                                   | 27,38 CR   | Haley Cope · Egyesült Államok                                                       | 27,44   | Diana McManus · Egyesült Államok                                    | 27,60   |
| 100 m-es hátúszás         | Haley Cope · Egyesült Államok                                                               | 59,07      | Ilona Hlaváčková · Csehország                                                       | 59,13   | Diana McManus · Egyesült Államok                                    | 59,45   |
| 200 m-es hátúszás         | Lindsay Benko · Egyesült Államok                                                            | 2:04,97 CR | Reiko Nakamura · Japán                                                              | 2:07,30 | Irina Amshennikova · Ukrajna                                        | 2:07,71 |
|                           |                                                                                             |            |                                                                                     |         |                                                                     |         |
| 50 m-es mellúszás         | Emma Igelström · Svédország                                                                 | 29,96 WR   | Luo Xuejuan · Kína                                                                  | 30,17   | Zoë Baker · Egyesült Királyság                                      | 30,56   |
| 100 m-es mellúszás        | Emma Igelström · Svédország                                                                 | 1:05,38 WR | Sarah Poewe · Dél-afrikai Köztársaság                                               | 1:06,16 | Luo Xuejuan · Kína                                                  | 1:06,36 |
| 200 m-es mellúszás        | Qi Hui · Kína                                                                               | 2:20,91    | Emma Igelström · Svédország                                                         | 2:21,60 | Mirna Jukić · Ausztria                                              | 2:21,63 |
|                           |                                                                                             |            |                                                                                     |         |                                                                     |         |
| 50 m-es pillangóúszás     | Anna-Karin Kammerling · Svédország                                                          | 25,55 CR   | Petria Thomas · Ausztrália                                                          | 26,36   | Vered Borochovski · Izrael                                          | 26,38   |
| 100 m-es pillangóúszás    | Martina Moravcová · Szlovákia                                                               | 57,04      | Petria Thomas · Ausztrália                                                          | 57,91   | Anna-Karin Kammerling · Svédország                                  | 58,12   |
| 200 m-es pillangóúszás    | Petria Thomas · Ausztrália                                                                  | 2:05,76 CR | Yang Yu · Kína                                                                      | 2:06,10 | Mary Descenza · Egyesült Államok                                    | 2:06,17 |
|                           |                                                                                             |            |                                                                                     |         |                                                                     |         |
| 100 m-es vegyes úszás     | Martina Moravcová · Szlovákia                                                               | 59,91      | Gabrielle Rose · Egyesült Államok                                                   | 1:00,68 | Alison Sheppard · Egyesült Királyság                                | 1:00,88 |
| 200 m-es vegyes úszás     | Jana Klocskova · Ukrajna                                                                    | 2:08,82    | Gabrielle Rose · Egyesült Államok                                                   | 2:09,77 | Oxana Verevka · Oroszország                                         | 2:11,25 |
| 400 m-es vegyes úszás     | Jana Klocskova · Ukrajna                                                                    | 4:30,63    | Alenka Kejžar · Szlovénia                                                           | 4:35,44 | Georgina Bardach · Argentína                                        | 4:36,36 |
|                           |                                                                                             |            |                                                                                     |         |                                                                     |         |
| 4 × 100 m-es gyorsváltó   | Svédország · Josefin Lillhage · Therese Alshammar · Johanna Sjöberg · Anna-Karin Kammerling | 3:35,09    | Ausztrália · Sarah Ryan · Petria Thomas · Giaan Rooney · Elka Graham                | 3:35,97 | Kína · Yang Yu · Tang Jingzhi · Zhu Yingwen · Xu Yanvei             | 3:36,18 |
| 4 × 200 m-es gyorsváltó   | Kína · Xu Yanvei · Zhu Yingwen · Tang Jingzhi · Yang Yu                                     | 7:46,30 WR | Egyesült Államok · Lindsay Benko · Gabrielle Rose · Colleen Lanne · Rachel Komisarz | 7:47,55 | Ausztrália · Elka Graham · Petria Thomas · Lori Munz · Giaan Rooney | 7:49,50 |
| 4 × 100 m-es vegyes váltó | Svédország · Therese Alshammar · Emma Igelström · Anna-Karin Kammerling · Johanna Sjöberg   | 3:55,78 WR | Egyesült Államok · Haley Cope · Amanda Beard · Rachel Komisarz · Lindsay Benko      | 3:57,17 | Kína · Zhan Shu · Luo Xuejuan · Zheng Xi · Xu Yanvei                | 3:57,29 |